# Elecciones municipales de Ica de 1983
Las elecciones municipales de Ica de 1983 se llevaron a cabo el 13 de noviembre de 1983 para elegir al alcalde y al Concejo Provincial de Ica para el periodo 1984-1986. La elección se celebró simultáneamente con elecciones municipales en todo el país.

## Sistema electoral
La Municipalidad Provincial de Ica es el órgano administrativo y de gobierno de la provincia de Ica. Está compuesta por el alcalde y el Concejo Provincial.
La votación del alcalde y el concejo se realiza en base al sufragio universal, que comprende a todos los ciudadanos nacionales mayores de dieciocho años, empadronados y residentes en la provincia de Ica y en pleno goce de sus derechos políticos, así como a los ciudadanos no nacionales residentes y empadronados en la provincia de Ica.
El Concejo Provincial de Ica está compuesto por 19 regidores elegidos por sufragio directo para un período de tres (3) años, en forma conjunta con la elección del alcalde (quien lo preside). La votación es por lista cerrada y bloqueada. Se asigna a la lista ganadora los escaños según el método d'Hondt o la mitad más uno, lo que más le favorezca.

## Composición del Concejo Provincial de Ica
La siguiente tabla muestra la composición del Concejo Provincial de Ica antes de las elecciones.
| Partidos | Partidos                  | Regidores |
| -------- | ------------------------- | --------- |
|          | Acción Popular            | 7         |
|          | Izquierda Unida           | 5         |
|          | Partido Aprista Peruano   | 4         |
|          | Partido Popular Cristiano | 3         |

## Partidos y candidatos
A continuación se muestra una lista de los principales partidos y alianzas electorales que participaron en las elecciones:
| Candidatura | Candidatura | Partidos y alianzas | Candidatos | Candidatos                      | Ideología                                                | Resultado previo | Resultado previo | Ref. |
| Candidatura | Candidatura | Partidos y alianzas | Candidatos | Candidatos                      | Ideología                                                | Votos (%)        | Reg.             | Ref. |
| ----------- | ----------- | --- | ---------- | ------------------------------- | -------------------------------------------------------- | ---------------- | ---------------- | ---- |
|             | AP          | Lista - Acción Popular (AP) |            | José Barco Massa                | Humanismo Nacionalismo cívico Reformismo                 | 34.55%           | 7                |      |
|             | IU          | Lista - Izquierda Unida (IU) – Unión de Izquierda Revolucionaria (UNIR) – Unidad Democrático Popular (UDP) – Partido Socialista Revolucionario (PSR) – Partido Comunista Revolucionario (PCR) – Partido Comunista Peruano (PCP) – Frente Obrero Campesino Estudiantil y Popular (FOCEP) |            | Alaín Elías Caso                | Marxismo-leninismo Mariateguismo Socialismo democrático  | 24.30%           | 5                |      |
|             | APRA        | Lista - Partido Aprista Peruano (APRA) |            | Rosa Zárate Sánchez de Carbajal | Aprismo                                                  | 24.10%           | 4                |      |
|             | PPC         | Lista - Partido Popular Cristiano (PPC) |            | Bertha Espino de Malqui         | Conservadurismo social Humanismo Democracia cristiana    | 17.05%           | 3                |      |
|             | MBH         | Lista - Movimiento de Bases Hayistas (MBH) |            | Luis Falconí Cueto              | Socialdemocracia Conservadurismo social Antiimperialismo | Nuevo            | Nuevo            |      |
|             | PADIN       | Lista - Partido de Integración Nacional (PADIN) |            | Germán Chau Grimaldo            | Centrismo Socioliberalismo                               | Nuevo            | Nuevo            |      |
|             | IND         | Lista - Lista Independiente Frente Regional Iqueño |            | Alfredo Elías Vargas            | Localismo iqueño                                         | Nuevo            | Nuevo            |      |

## Resultados

### Sumario general
|                        |                                            |              |              |              |           |           |
| Partidos y coaliciones | Partidos y coaliciones                     | Voto popular | Voto popular | Voto popular | Regidores | Regidores |
| Partidos y coaliciones | Partidos y coaliciones                     | Votos        | %            | ±pp          | Total     | +/−       |
|                        | Partido Aprista Peruano (APRA)             | 28,793       | 45.97        | +21.87       | 11        | +7        |
|                        | Izquierda Unida (IU)                       | 14,490       | 23.13        | –1.17        | 4         | –1        |
|                        | Lista Independiente Frente Regional Iqueño | 10,223       | 16.32        | n/a          | 3         | +3        |
|                        | Acción Popular (AP)                        | 5,032        | 8.03         | –26.52       | 1         | –6        |
|                        | Partido Popular Cristiano (PPC)            | 2,717        | 4.34         | –12.71       | 0         | –3        |
|                        | Movimiento de Bases Hayistas (MBH)         | 1,310        | 2.09         | Nuevo        | 0         | ±0        |
|                        | Partido de Integración Nacional (PADIN)    | 72           | 0.11         | Nuevo        | 0         | ±0        |
|                        |                                            |              |              |              |           |           |
| Total                  | Total                                      | 62,637       |              |              | 19        | ±0        |
|                        |                                            |              |              |              |           |           |
| Votos válidos          | Votos válidos                              | 62,637       | 85.76        | –9.62        |           |           |
| Votos en blanco        | Votos en blanco                            | 2,629        | 3.60         | +1.78        |           |           |
| Votos nulos            | Votos nulos                                | 7,774        | 10.64        | +7.85        |           |           |
| Votos emitidos         | Votos emitidos                             | 73,040       | 93.30        | +22.69       |           |           |
| Abstenciones           | Abstenciones                               | 5,249        | 6.70         | –22.69       |           |           |
| Votantes registrados   | Votantes registrados                       | 78,289       |              |              |           |           |
|                        |                                            |              |              |              |           |           |
| Fuente:                |                                            |              |              |              |           |           |

## Elecciones municipales distritales

### Resultados por distrito
La siguiente tabla enumera el control de los distritos de la provincia de Ica. El cambio de mando de una organización política se resalta del color de ese partido.
| Distrito                | Alcalde(sa) titular           | Partido político | Partido político        | Alcalde(sa) electo(a)         | Partido político | Partido político        |
| ----------------------- | ----------------------------- | ---------------- | ----------------------- | ----------------------------- | ---------------- | ----------------------- |
| La Tinguiña             | José Bendezú Matta            |                  | Acción Popular          | Jorge Cevasco Villagarcía     |                  | Partido Aprista Peruano |
| Los Aquijes             | Rosa Zárate Sánchez           |                  | Partido Aprista Peruano | Edilberto Aquije Injante      |                  | Partido Aprista Peruano |
| Pachacútec              | José Chacaliaza Torres        |                  | Partido Aprista Peruano | Ricardo Jayo Cortez           |                  | Izquierda Unida         |
| Parcona                 | Alejandro Pimentel de la Cruz |                  | Acción Popular          | Marcial Maurolagoitia Bendezú |                  | Partido Aprista Peruano |
| Pueblo Nuevo            | Ismael Anicama Torres         |                  | Partido Aprista Peruano | Roger Grimaldo Chacaltana     |                  | Partido Aprista Peruano |
| Salas                   | José Peña Ramos               |                  | Partido Aprista Peruano | José Peña Ramos               |                  | Partido Aprista Peruano |
| San José de los Molinos | José Mendoza Cajo             |                  | Partido Aprista Peruano | María Donayre Vda. de Bonifaz |                  | Partido Aprista Peruano |
| San Juan Bautista       | José Rosas Pineda             |                  | Acción Popular          | Juan Espino Espino            |                  | Partido Aprista Peruano |
| Santiago                | Víctor Echegaray Ramos        |                  | Izquierda Unida         | Juan Figueroa Espino          |                  | Partido Aprista Peruano |
| Subtanjalla             | Ambrosio Cavero Donayre       |                  | Izquierda Unida         | Ambrosio Cavero Donayre       |                  | Izquierda Unida         |
| Tate                    | Juan Hernández López          |                  | Partido Aprista Peruano | Pedro Hernández Mendoza       |                  | Partido Aprista Peruano |
| Yauca del Rosario       | Pedro Gamonal Gerónimo        |                  | Acción Popular          | Abraham Meneses Villagaray    |                  | Partido Aprista Peruano |